# Babankatami
Babankatami este o comună rurală din departamentul Bouza, regiunea Tahoua, Niger, cu o populație de 38.479 de locuitori (2001).